# Gaia (sondă spațială)

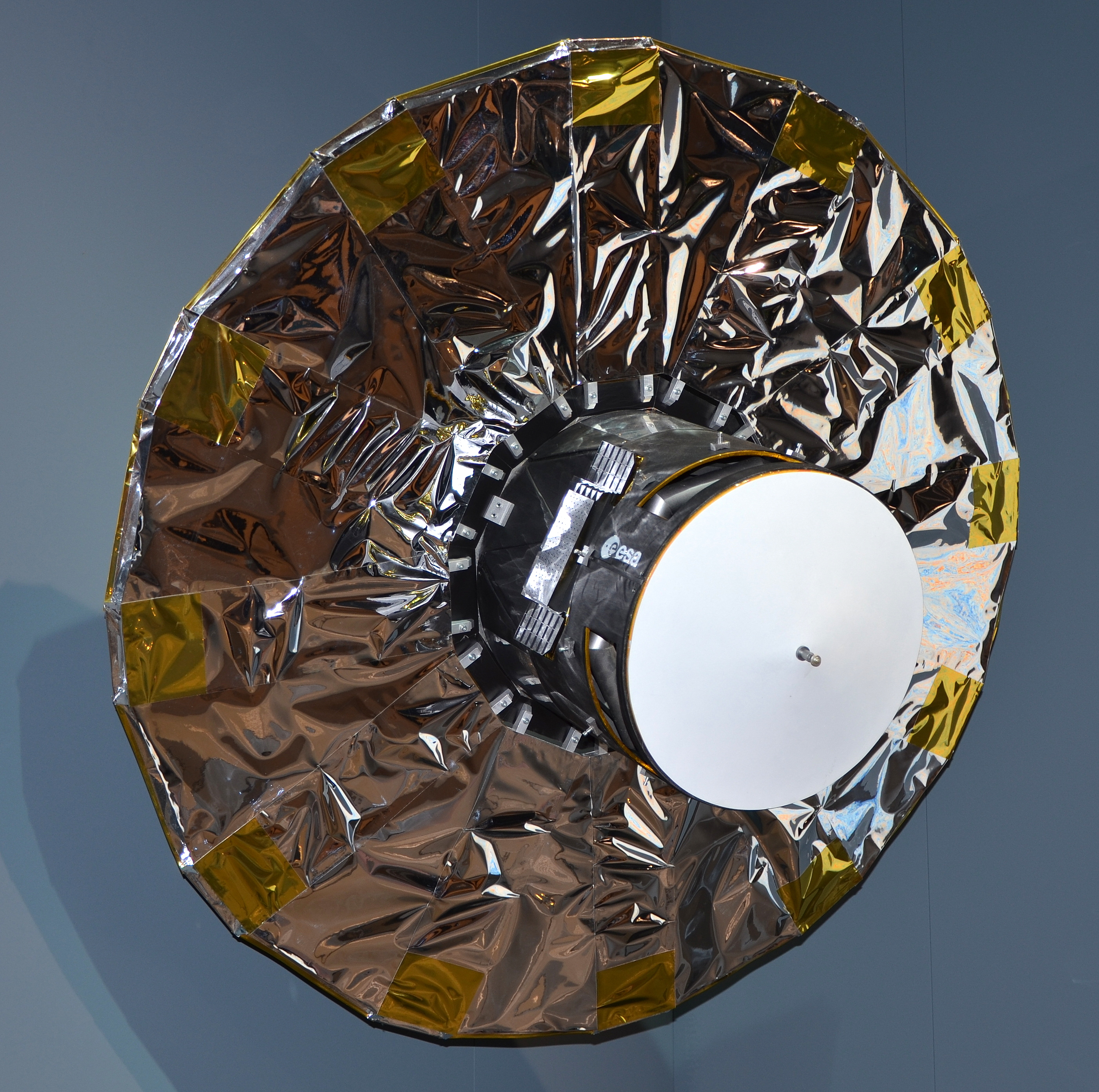
Macheta sondei spaţiale Gaia

Gaia este o sondă spațială, lansată pe 19 noiembrie 2013 de Agenția Spațială Europeană (ESA), având următoarele obiective:
- va alcătui o hartă 3D a galaxiei noaste, Calea Lactee, după ce va fi urmărit peste un miliard de stele.
- fiecare astru va fi observat de 70 de ori pentru a determina poziția, distanța, mișcarea și variația strălucirii.
- telescoapele sondei vor cerceta obiecte extrasolare mici (asteroizi, exoplanete, stele pitice brune,[necesită citare] etc...)